# أولمبي العناصر
أولمبي العناصر، هو نادي جزائري مقره ولاية الجزائر. أسس سنة 1927. الأسود والأبيض هي الوان النادي. يلعب في ملعب 20 أوت 1955، رئيس الفريق هو فوزي مواسي. لا يملك الفريق شعبية بسبب تدحرجه بين الاقسام باستثناء عدد قليل جدًا من الأنصار الذي أغلبهم كبار في السن.

## وصلات خارجية
- البطولة الوطنية لكرة القدم